# هنی پنترمن
هنی پنترمن (به انگلیسی: Hennie Penterman) (زادهٔ ۲۹ سپتامبر ۱۹۵۱) شناگر اهل هلند است.